# Los niños de Bullerbyn
Los niños de Bullerbyn (en sueco: Alla vi barn i Bullerbyn) es una serie de libros infantiles de la autora sueca Astrid Lindgren. 
La historia se desarrolla en un pueblito en Småland, Suecia. Trata de seis niños que viven allí y cada día tienen nuevas aventuras. Bullerbyn consiste de tres granjas: Norrgården, Sörgården y Mellangården, donde los seis niños viven. El pueblo existe en realidad y se llama Sevedstorp. También es el pueblo donde el padre de Astrid creció. Astrid pensó en el pueblo cuando escribió los libros y el sitio fue usado para dos de las películas. Todas las escenas al aire libre se filmaron en y en el alrededor de Sevedstorp, pero eso no fue posible para las escenas interiores porque las casas eran habitadas. Habitantes del pueblo participaron como comparsas en la película. 
Los niños de Bullerbyn describe la niñez sueca idílica.
La historia también describe las cosas típicas de las cuatro estaciones en Suecia. A finales del verano atrapan cangrejos y en la primavera comen corderos. También vemos cómo se celebran las festividades suecas como la Navidad, el año nuevo y el día de San Juan en una manera tradicional.

## Personajes
Britta y Anna son hermanas y viven en Norrgården con sus padres Erik y Greta.
Lisa, la narradora de los libros, vive en Mellangården con sus hermanos Lasse y Bosse y sus padres Anders y Maja. Allí también viven la criada Agda y el mozo de labranza Oskar.
Olle vive en Sörgården con su hermanita menor Kerstin que tiene un papel menor que los otros niños porque es demasiado pequeña para participar en sus aventuras. Sus padres se llaman Nils y Lisa. En Sörgården también vive el perro Svipp, que al principio era del zapatero del pueblo, pero él se lo dio a Olle.

## Síndrome de Bullerby
El síndrome de Bullerby (Bullerbü-Syndrom en alemán) es un fenómeno que ocurre a muchos alemanes que tienen una imagen de toda Suecia tan idílica como Bullerbyn. Se puede comparar con el Síndrome de París.

## Libros

### Novelas
- Los niños de Bullerbyn (Alla vi barn i Bullerbyn) (1946)

Ilustradora: Ingrid Vang Nyman
- Nuevas aventuras en Bullerbyn (Mer om oss barn i Bullerbyn) (1949)

Ilustradora: Ingrid Vang Nyman
- ¡Qué divertido es Bullerbyn! (Bara roligt i Bullerbyn) (1952)

Ilustradora: Ingrid Vang Nyman
- Bullerbyboken (1961) (Antología)

Ilustradora: Ilon Wikland

### Libros ilustrados
- Jul i Bullerbyn (1962)

Ilustradora: Ilon Wikland
- Vår i Bullerbyn (1965)

Ilustradora: Ilon Wikland
- Barnens dag i Bullerbyn (1966)

Ilustradora: Ilon Wikland
- Barnen i Bullerbyn (2007) (Antología)

Ilustradora: Ilon Wikland

### Traducción al español
En 1991 las tres novelas se tradujeron al español, compiladas a un único libro, “Los niños de Bullerbyn” con ilustraciones de Ilon Wikland.

## Películas
Como película la historia existe en dos versiones. La primera está hecha de Olle Hellbom, Bara roligt i Bullerbyn (1961). Él además ha dirigido la mayor parte de las películas de Astrid Lindgren. La segunda versión está hecha de Lasse Hallström y contiene dos películas. Alla vi barn i Bullerbyn(1986) que se desarrolla durante las vacaciones de verano y Mer om oss Barn i Bullerbyn (1987) que se desarrolla en el resto del año. Se desarrolla en los años veinte  y la versión de Lasse Hallström fue la única que se filmó en Sevedstorp.